# Бикон (Ајова)
Бикон (енгл. Beacon) град је у америчкој савезној држави Ајова. По попису становништва из 2010. у њему је живело 494 становника.

## Демографија
Према попису становништва из 2010. у граду је живело 494 становника, што је -24 (-4.6%) становника више него 2000. године.
| Група             | 2000.       | 2010.       |
| Белци             | 498 (96,1%) | 480 (97,2%) |
| Афроамериканци    | 2 (0,4%)    | 3 (0,6%)    |
| Азијати           | 0 (0,0%)    | 0 (0,0%)    |
| Хиспаноамериканци | 2 (0,4%)    | 10 (2,0%)   |
| Укупно            | 518         | 494         |